# Communauté de communes Saâne et Vienne
La communauté de communes Saâne et Vienne est une ancienne communauté de communes française, située dans le département de la Seine-Maritime et la région Normandie.

## Histoire
La communauté de communes a été créée par arrêté préfectoral du 28 décembre 2001 et a commencé à fonctionner le 1er janvier 2002.
Le projet de schéma départemental de coopération intercommunale présenté par le préfet de Seine-Maritime le 2 octobre 2015 dans le cadre de l'approfondissement de la coopération intercommunale prévu par la Loi portant nouvelle organisation territoriale de la République (Loi NOTRe) du 7 août 2015 prévoit la fusion des « communautés de communes Saâne et Vienne (14 128 habitants), Varenne et Scie (7 416 habitants), des Trois Rivières (14 612 habitants) et trois communes de la communauté de communes du Bosc d’Eawy (864 habitants) »,,.
En conséquence, elle fusionne au 1er janvier 2017 avec ces deux autres EPCI pour former la communauté de communes Terroir de Caux.

## Territoire communautaire

### Composition
La communauté de communes Saâne et Vienne regroupe 31 communes du département de la Seine-Maritime pour une population totale de 14 128 habitants selon les recensements de 2012 :
| Nom                         | Code Insee | Gentilé         | Superficie (km2) | Population (dernière pop. légale) | Densité (hab./km2) |
| --------------------------- | ---------- | --------------- | ---------------- | --------------------------------- | ------------------ |
| Bacqueville-en-Caux (siège) | 76051      | Bacquevillais   | 12,19            | 1 895 (2014)                      | 155                |
| Ambrumesnil                 | 76004      | Ambrumesnlais   | 5,14             | 496 (2014)                        | 96                 |
| Auppegard                   | 76036      | Auppegardais    | 7,33             | 734 (2014)                        | 100                |
| Auzouville-sur-Saâne        | 76047      | Auzouvillais    | 3,21             | 156 (2014)                        | 49                 |
| Avremesnil                  | 76050      | Avremesnillais  | 5,42             | 1 024 (2014)                      | 189                |
| Biville-la-Rivière          | 76097      | Bivillais       | 2,22             | 104 (2014)                        | 47                 |
| Brachy                      | 76136      | Brachetais      | 11,15            | 764 (2014)                        | 69                 |
| Gonnetot                    | 76306      | Gonnetotais     | 2,33             | 193 (2014)                        | 83                 |
| Greuville                   | 76327      | Greuvillais     | 2,96             | 375 (2014)                        | 127                |
| Gruchet-Saint-Siméon        | 76330      | Gruchetais      | 2,63             | 699 (2014)                        | 266                |
| Gueures                     | 76334      | Gueurais        | 6,07             | 552 (2014)                        | 91                 |
| Hermanville                 | 76356      | Hermanvillais   | 4,72             | 114 (2014)                        | 24                 |
| Lamberville                 | 76379      | Lambervillais   | 7,33             | 184 (2014)                        | 25                 |
| Lammerville                 | 76380      | Lammervillais   | 8,76             | 337 (2014)                        | 38                 |
| Lestanville                 | 76383      | Lestanvillais   | 1,63             | 94 (2014)                         | 58                 |
| Longueil                    | 76395      | Longueillais    | 11,73            | 576 (2014)                        | 49                 |
| Luneray                     | 76400      | Luneraysiens    | 5,08             | 2 166 (2014)                      | 426                |
| Omonville                   | 76485      | Omonvillais     | 2,83             | 268 (2014)                        | 95                 |
| Ouville-la-Rivière          | 76492      | Ouvillais       | 6,34             | 518 (2014)                        | 82                 |
| Quiberville-sur-Mer         | 76515      | Quibervillais   | 3,35             | 549 (2014)                        | 164                |
| Rainfreville                | 76519      | Rainfrevillais  | 2,58             | 78 (2014)                         | 30                 |
| Royville                    | 76546      | Royvillais      | 4,44             | 271 (2014)                        | 61                 |
| Saâne-Saint-Just            | 76549      | Saint-Justins   | 6,70             | 158 (2014)                        | 24                 |
| Saint-Denis-d'Aclon         | 76572      | Dyonisiens      | 2,42             | 136 (2014)                        | 56                 |
| Saint-Mards                 | 76604      | Saint-Mardais   | 6,52             | 201 (2014)                        | 31                 |
| Saint-Ouen-le-Mauger        | 76629      | Saint-Ouennais  | 6,06             | 292 (2014)                        | 48                 |
| Saint-Pierre-Bénouville     | 76632      | Bénouvillais    | 8,39             | 353 (2014)                        | 42                 |
| Sassetot-le-Malgardé        | 76662      | Sassetotais     | 2,56             | 114 (2014)                        | 45                 |
| Thil-Manneville             | 76690      | Thillais        | 6,78             | 585 (2014)                        | 86                 |
| Tocqueville-en-Caux         | 76694      | Tocquevillais   | 3,17             | 117 (2014)                        | 37                 |
| Vénestanville               | 76731      | Vénestanvillais | 2,64             | 186 (2014)                        | 70                 |

## Organisation

### Siège
Le siège de la communauté de communes est à Bacqueville-en-Caux, 11 route de Dieppe.

### Élus
L'intercommunalité est administrée par son Conseil communautaire, composé, pour la mandature 2014-2020, de 45 conseillers municipaux représentant chacune des communes membres sensiblement en proportion de leur population, à raison de : 

- trois délégués pour Bacqueville-en-Caux ;

- deux délégués pour Ambrumesnil, Auppegard, Avremesnil, Brachy, Gruchet-Saint-Siméon, Gueures, Longueil, Luneray, Ouville-la-Riviere, Quiberville-sur-Mer et Thil-Manneville ;

- Un délégué et un suppléant pour les autres villages, qui ont moins de 500 habitants.
Le conseil communautaire du 17 avril 2014 a réélu son président, Jean-François Bloc, maire de Quiberville-sur-Mer, et élu ses vice-présidents, qui sont : 
1. René Havard, maire d’Omonville, chargé des finances, des travaux et du logement ;
2. Denis Fauvel, maire de Saâne-Saint-Just, chargé du tourisme, des rivières et de l’aménagement du territoire ainsi que de  l’accessibilité ;
3. Martial Hauguel, maire de Luneray, chargé de l’environnement et de l’animation ;
4. Jean-Paul Maret, maire de Gueures,chargé de la voirie et du service public de l'assainissement non collectif (SPANC) ;
5. Michel Coquatrix, maire du Thil-Manneville, chargé de la culture, du sport et de l’action sociale ;
6. Stéphane Masse, maire-adjoint de Bacqueville-en-Caux, chargé de la communication.

Le bureau de la communauté de communes pour la mandature 2014-2020 est constitué du président, des vice-présidents et de Jacques Thélu (maire de Ouville-la-Rivière), Jean-Michel Deparois (maire d'Avremesnil), Christophe Leroy (maire de Brachy), Jean-Christophe Dalle (maire de Gruchet-Saint-Siméon), Charline François (maire de Gonnetot), Blandine Das (maire de Lammerville), Étienne Delarue (Bacqueville-en-Caux) et Édouard Lheureux (maire de Greuville).

### Liste des présidents
| Période                                  | Période       | Identité            | Étiquette | Qualité |
| ---------------------------------------- | ------------- | ------------------- | --------- | --- |
| Les données manquantes sont à compléter. |               |                     |           | |
|                                          | avril 2008    | Étienne Delarue     |           | Maire de Bacqueville-en-Caux (2001 → )                                                                                              |
| avril 2008                               | décembre 2016 | Jean-François Bloc, |           | Maire de Quiberville-sur-Mer (2001 → ) Vice-président de la CC Terroir de Caux (2017 → ) Conseiller régional de Normandie (2015 → ) |

### Compétences
L'intercommunalité exerce lesc compétences qui lui ont été transférées par les communes membres, dans les conditions définies par le code général des collectivités territoriales.

### Régime fiscal et compétences
La communauté d'agglomération est financée par la fiscalité professionnelle unique (FPU), qui a succédé a la Taxe professionnelle unique (TPU), et qui assure une péréquation fiscale entre les communes regroupant de nombreuses entreprises et les communes résidentielles.